# Robert Scott Wilson
Robert Scott Wilson (Grafton, 9 novembre 1987) è un attore e modello statunitense.
È noto per il ruolo di Pete Cortlandt in La valle dei pini e per i ruoli di Ben Weston e di Alex Kiriakis in Il tempo della nostra vita.

## Biografia
Wilson è cresciuto fuori Boston, nel Massachusetts. Nel 2006 si è trasferito a New York dopo essersi diplomato alla Grafton Memorial High School.

### Carriera
Wilson è apparso come guest star nelle serie televisive come La vita segreta di una teenager americana, The Middle, Desperate Housewives, Super Ninja, Entourage, Melissa & Joey, Greek - La confraternita, Zack e Cody sul ponte di comando e Make It or Break It - Giovani campionesse. Inoltre è apparso in video musicali per Victoria Justice, Manika, Toni Braxton e David Guetta. È apparso anche nei film Bride Wars - La mia migliore nemica, Il mondo dei replicanti, Amici di letto, The Social Network e The Girl Who Cried Wolf e Relic.
Nel 2012 è stato il primo modello per The Price Is Right. Nel 2013, Wilson si è unito al cast della soap opera La valle dei pini nel ruolo di Pete Cortlandt. Nel 2014 entra nel cast principale della soap opera Il tempo della nostra vita nel ruolo di Ben Weston precedentemente interpretato da Justin Gaston. Wilson ha lasciato il ruolo nel dicembre 2015 per poi tornare a marzo 2016. Wilson è tornato ancora una volta in Days of Our Lives nel settembre 2017. Nel 2022 Wilson lasciò il ruolo di Ben Weston prendendo il ruolo di Alexander "Alex" Kiriakis nella stessa soap opera.

## Filmografia

### Cinema
- Bride Wars - La mia migliore nemica (Bride Wars), regia di Gary Winick (2009)
- Il rapimento di Angie (Abduction of Angie), regia di Danny J. Boyle (2017)
- Fright Fest, regia di Ante Novakovic (2018)
- Papa, regia di Dan Israely (2018)
- Devil's Revenge, regia di Jared Cohn (2019)

### Televisione
- Super Ninja (Supah Ninjas) – serie TV, episodio 1x22 (2011)
- La vita segreta di una teenager americana (The Secret Life of the American Teenager) – serie TV, episodio 5x07 (2012)
- The Middle – serie TV, episodio 4x03 (2012)
- Beautiful (The Bold and the Beautiful) – serial TV, 1 episodio (2013)
- La valle dei pini (All My Children) – serial TV, 43 episodio (2013)
- Non sono stato io (I Didn't Do It) – serie TV, episodio 1x07 (2014)
- Surviving Jack – serie TV, episodi 1x06-1x07 (2014)
- Viral – serie TV, episodio 1x01 (2015)
- Io so dove è Lizzie (I Know Where Lizzie Is), regia di Darin Scott – film TV (2016)
- The Bay – serie TV, episodio 3x01 (2017)
- Stalked by a Reality Star, regia di Robert Malenfant – film TV (2018)
- Ladies of the Lake: Return to Avalon – miniserie TV, 3 puntate (2018)
- Passaggio da uno sconosciuto (Driven to the Edge), regia di Chris Sivertson – film TV (2020)
- Days of Our Lives: Beyond Salem – serial TV, 9 puntate (2021-2022)
- Il tempo della nostra vita (Days of Our Lives) – serial TV, 803 episodi (2014-in corso)